# Contea di Xaitongmoin
La contea di Xaitongmoin (谢通门县S, Ángrén XiànP) o contea di Zhetongmön è una contea della Cina, situata nella Regione Autonoma del Tibet e amministrata dalla prefettura di Shigatse.